# Raleigh, Illinois
Raleigh là một làng thuộc quận Saline, tiểu bang Illinois, Hoa Kỳ. Năm 2010, dân số của làng này là 350 người.

## Dân số
Dân số qua các năm:
- Năm 2000: 330 người.
- Năm 2010: 350 người.